# Dežnik
Dežnik je priprava za zaščito pred dežjem in modni dodatek.
Prvotno so ga uporabljali tudi za zaščito pred soncem. V 16. stoletju je bil dežnik iz usnja, potem pa iz vedno lažjih materialov. V 19. stoletju so začeli razlikovati dežnik in sončnik, pojavili pa so tudi prvi ženski dežniki. V 20. stoletju so dežniki pogosto pisanih barv.